# Андре (игрок в пляжный футбол)
Андре Алваро Батисто До Нассименто (порт. Andre Alvaro Batista Do Nascimento; род. 26 мая 1977, Натал) — бразильский игрок в пляжный футбол. Выступал за сборную Бразилии. Участник трёх чемпионатов мира (2013, 2015, 2017).

## Биография
Родился в городе Натал. Играл за юношеские футбольные команды АБС и «Америка». На взрослом уровне защищал цвета «Эмсерве» (1996) и «Форса Луз» (1997).
Позднее начал заниматься пляжным футболом. В составе национальной сборной Бразилии по пляжному футболу участвовал в чемпионатах мира 2000, 2004, 2006, 2007, 2008, 2009, 2011, 2013 годов, где шесть раз становился победителем. На своём турнире в 2011 году в Италии стал лучшим бомбардиром турнира и получил «серебряный мяч». Всего в мундиалях под эгидой ФИФА (с 2005 года) Андре забил 38 голов в 35 матчах. В общей сложности Андре забил за «жёлто-зелёных» 278 голов, что позволяет ему занимать пятое место в истории команды по количество забитых мячей.
На клубном уровне на родине выступал за «Фламенго» и «Коринтианс». В 2008 году стал победителем чемпионата Бразилии среди штатов в составе Мараньяна, где также получил титул лучшего бомбардира и игрока турнира. В возрасте 43 лет в 2020 году играл за команду «Америка».
Впервые за рубежом сыграл в 2007 году, когда его пригласили в состав российского клуба IBS из Санкт-Петербурга вместе с Буру. Позднее в России играл за «Строгино», «Кристалл» и CITY. Также он защищал цвета итальянского «Самбенедеттезе».

## Достижения
Сборная Бразилии
- Чемпион мира: 2000, 2004, 2006, 2007, 2008, 2009
- Финалист чемпионата мира: 2011
- Бронзовый призёр чемпионата мира: 2013
- Победитель Мундиалито: 2001, 2002, 2005, 2006
- Победитель Латинского кубка: 2001, 2002, 2005

На клубном уровне
- Чемпион России: 2007 (IBS)
- Финалист Кубка России: 2010 (IBS)
- Победитель Клубного Мундиалито: 2013 (Коринтианс)

Индивидуальные
- Обладатель «серебряного мяча» чемпионата мира: 2011
- Лучший бомбардир чемпионата мира: 2011
- Лучший бомбардир чемпионата России: 2007, 2009, 2012
- Лучший бомбардир Клубного Мундиалито: 2011